# Смена-5
Сме́на-5 — малоформатный шкальный фотоаппарат для начинающих фотолюбителей.
Производился с 1961 по 1962 год на ЛОМО (Ленинград).
Фотоаппарат «Смена-5» изготовлен с новым корпусом, в дальнейшем этот корпус применён на камерах шестой, седьмой, восьмой и девятой модели. В среде коллекционеров эти фотоаппараты именуются «Смена-классик».
Единственная модель из послевоенных «Смен» с объективом уменьшенной светосилы (f/5,6) и фотографическим затвором с уменьшенным диапазоном выдержек (1/30-1/250 сек).

## Технические характеристики
- Корпус бакелитовый новой конструкции, задняя стенка съёмная.
- Зарядка фотоплёнкой типа 135 в стандартных кассетах.
- Обратная перемотка плёнки отсутствовала, отснятая плёнка подавалась в пустую кассету.
- Перемотка плёнки полускрытой головкой. Взвод затвора раздельный от перемотки плёнки.
- Центральный фотографический затвор, выдержки 1/250 — 1/30 и «В».
- Объектив Триплет «Т-42» 5,6/40. Фокусировка от 1,3 м до «бесконечности» по шкале расстояний.
- Диафрагмирование объектива от f/5,6 до f/22.
- Видоискатель оптический параллаксный.
- Синхроконтакт «Х», выдержка синхронизации — любая. Имеется обойма для крепления съёмного дальномера (или фотовспышки).
- Автоспуск отсутствует.
- «Смена-5» комплектовалась блендой, для её переноски на корпусе камеры вокруг оправы объектива имелась резьба. Перед съёмкой следовало скрутить с корпуса бленду и надеть её на торец оправы объектива.
- Для облегчения установки экспозиции на оправу объектива нанесены две дополнительные шкалы, их деления обозначены условными цифрами от 5 до 9 eV.

## Внешний вид

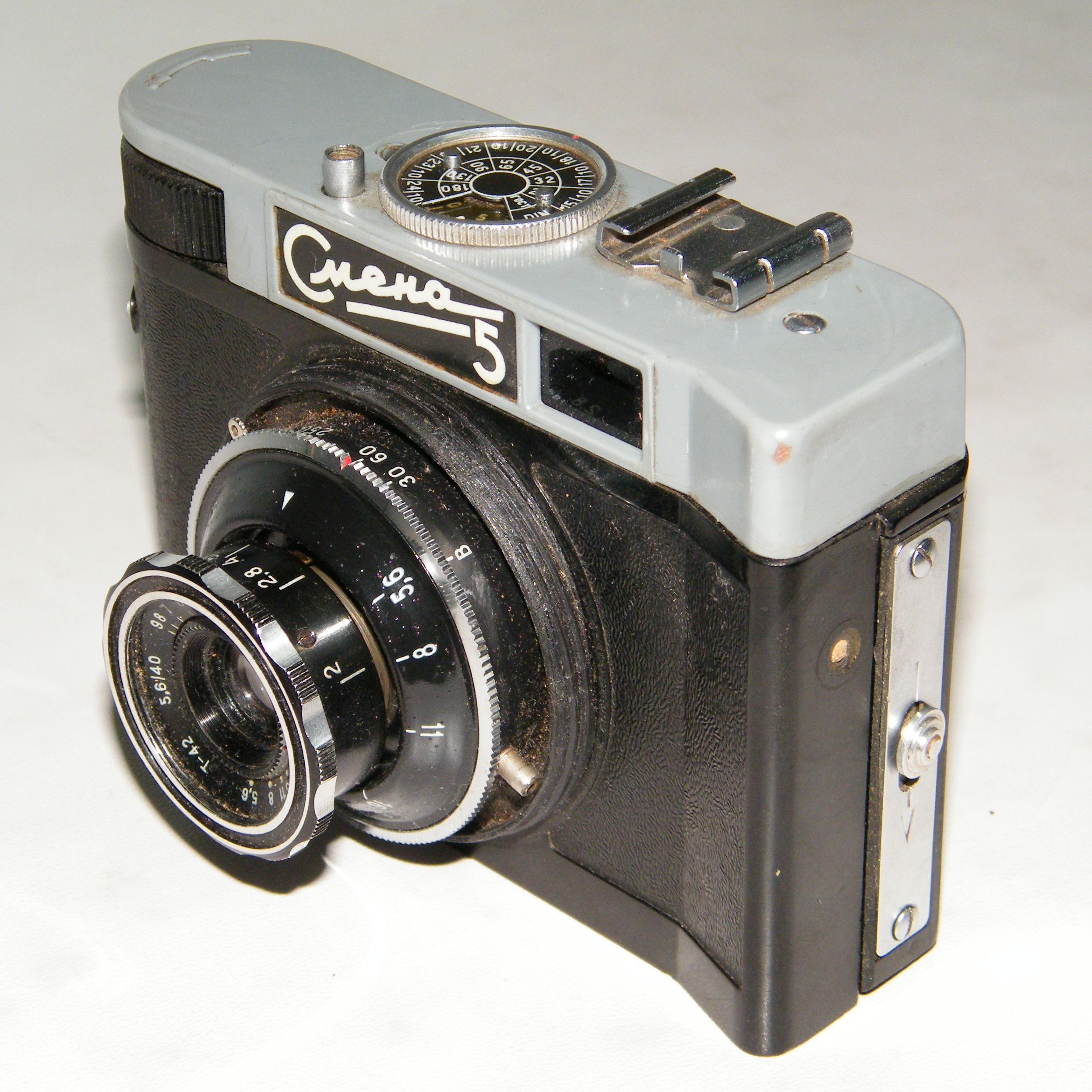
Синхроконтакт и кольцо установки выдержек
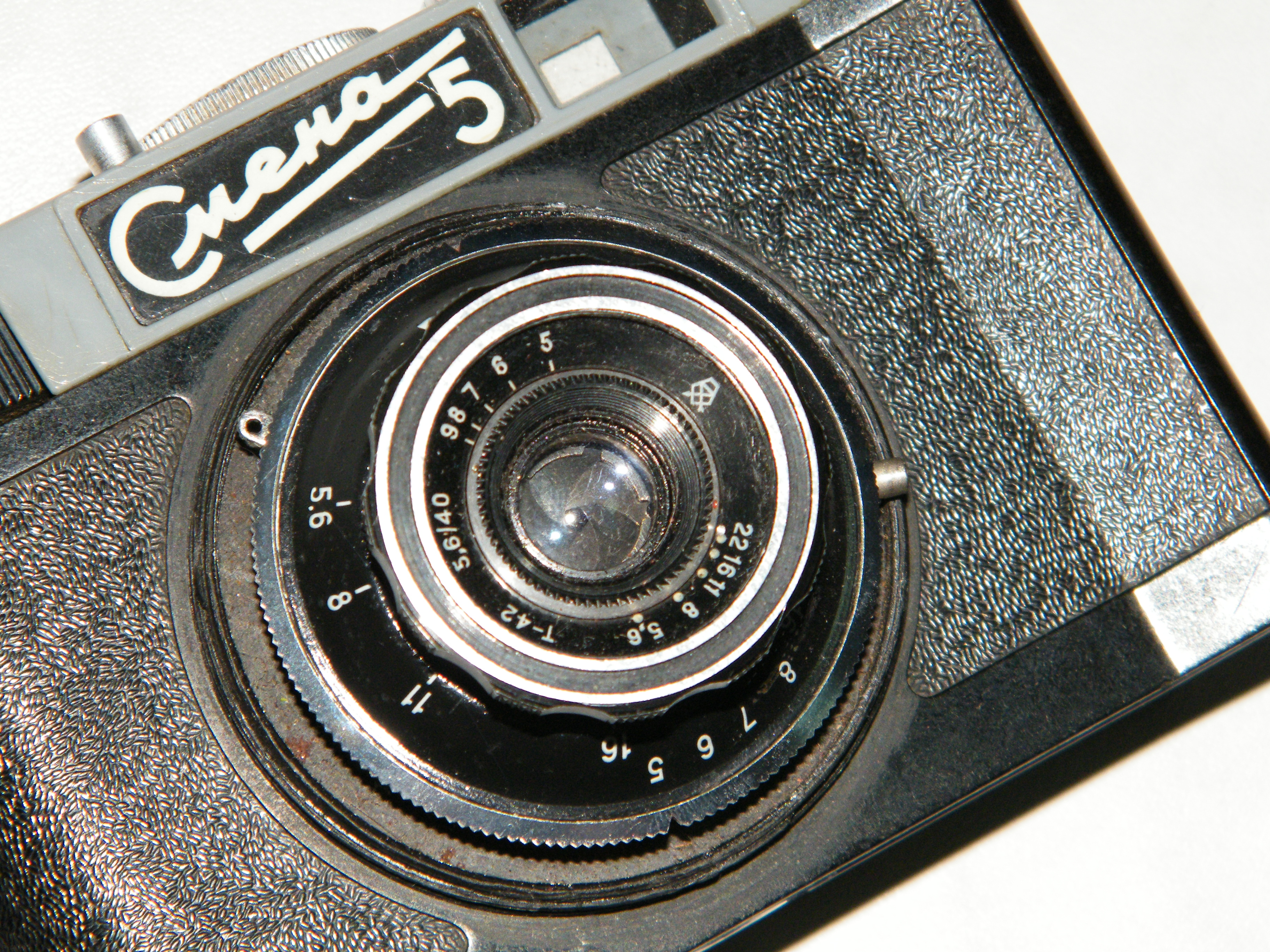
Объектив «Т-42» 5,6/40
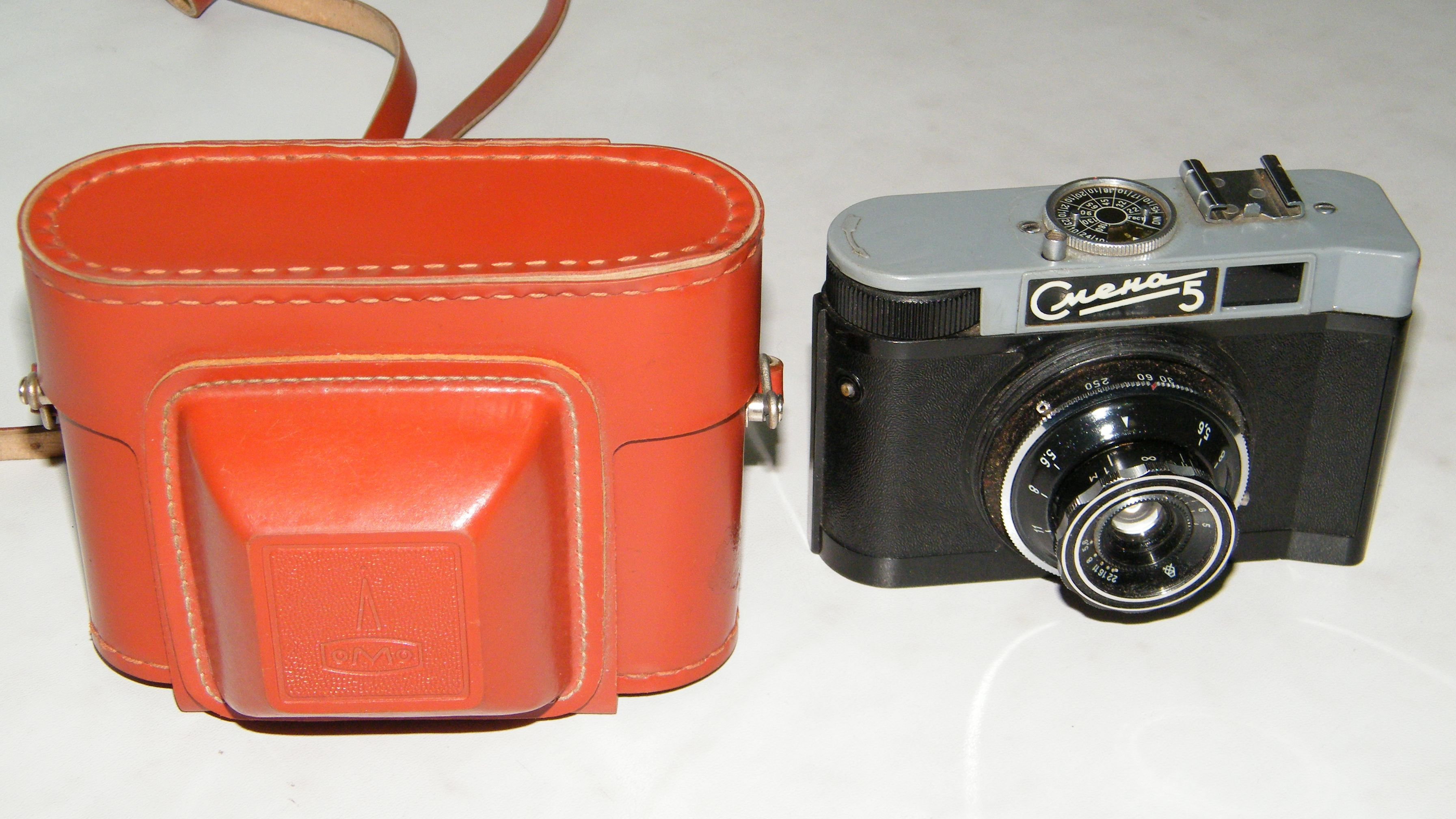
Футляр и фотоаппарат